# Golpe Alwaziri
O golpe Alwaziri, também referido como o golpe do clã Yahia, foi uma violenta tentativa de derrubar a dinastia no Reino do Iêmen em 1948, que provocou uma grande violência e terminou com cerca de 5.000 mortes. Durante a tentativa de golpe, o Imame Yahya Muhammad Hamid ed-Din, o governante do reino, foi morto e a família rival Sayyid, os Alwaziris, tomaram o poder por várias semanas. Apoiados pela família al-Saud da Arábia Saudita, os Hamidaddins restauraram seu governo. Após a deposição dos Alwaziris, a monarquia restaurada do Imame Yahya foi sucedida por seu filho Ahmad bin Yahya.

## Antecedentes
Em 30 de outubro de 1918, após o colapso do Império Otomano, o Imame Yahya Muhammad Hamid ad-Din da dinastia al-Qasimi declarou o Iêmen do Norte um Estado independente. Em 1926, o Imame Yahya declarou-se rei do Reino do Iêmen, tornando-se um líder espiritual temporal (Zaidita) e obtendo reconhecimento internacional pelo Estado.
Na década de 1920, Iáia expandiu o domínio iemenita do norte para o sul de Tiama e ao sul de Asir, mas colidiu com a crescente influência do rei saudita de Négede e Hejaz, Abdul Aziz ibn Sa'ud. No início da década de 1930, as forças sauditas retomariam muitos desses ganhos na guerra saudita-iemenita antes de se retirar de alguma área, incluindo a cidade de Al Hudaydah, no sul de Tiama. A fronteira atual com a Arábia Saudita foi estabelecida pelo Tratado de Taife de 20 de maio de 1934, após a guerra saudita-iemenita de 1934. O não reconhecimento de Iáia do limite sul do seu reino com o Protetorado Britânico do Áden (mais tarde, República Democrática Popular do Iêmen) que tinha sido negociado por seus antecessores otomanos resultou em confrontos ocasionais com os britânicos.

## Assassinato e tentativa de golpe
Os Alwaziris (Bayt al-Wazir, do Wadi Sir em Bani Hushaysh), procuraram tomar o poder da dinastia governante. O Imame Yahya foi baleado por um assassino em 17 de fevereiro de 1948. O assassino, conhecido como Al-Qardaei, era da tribo Bani Murad. Os Alwaziris então instalaram seu próprio Imame, Abdullah bin Ahmad al-Wazir, para governar o reino - que durou várias semanas.
Após o assassinato do Imame Yahya, seu filho Ahmad bin Yahya percorreu o Iêmen do Norte, na tentativa de reunir as tribos a seu favor, obtendo apoio como o novo Imame do Iêmen. As tribos favoráveis a Ahmad Hamid al-Din bin Yahia cercaram Saná. Como resultado, Ahmad conseguiu recuperar o controle de Saná, porém ao preço de permitir que as tribos saqueassem a capital. O governo foi então reinstalado agressivamente e o governante dos Alwaziris, Abdullah, foi deposto e decapitado, em favor dos Hamidaddins.

## Consequências
O governante assassinado dos Hamidaddin, Imame Yahia, foi sucedido por seu filho Ahmad bin Yahya, enquanto os Alwaziris foram depostos. O reinado de Ahmad foi marcado por um crescente desenvolvimento, abertura e fricção renovada com o Reino Unido sobre a presença britânica no sul que impediu suas aspirações para a criação do Grande Iêmen. Em março de 1955, um golpe de Estado por um grupo de oficiais e dois dos irmãos de Ahmad depuseram brevemente o rei, mas seria rapidamente suprimido.
Após a morte de Ahmad em 1962, o príncipe herdeiro Muhammad al-Badr foi declarado rei. No entanto, a dinastia Hamidaddin foi derrubada no mesmo ano em um golpe de Estado por oficiais revolucionários do exército livre republicano liderados por Abdullah al-Sallal. Isto se transformou em uma longa guerra civil entre os monarquistas depostos, apoiados pela Arábia Saudita, e os Oficiais Livres que declararam a criação da República Árabe do Iêmen, e que foram ativamente apoiados pelo Egito nasserista.